# Jeune Femme arrosant un arbuste
Jeune Femme arrosant un arbuste est un tableau réalisé par la peintre française Berthe Morisot en 1876. Cette huile sur toile de format vertical représente Edma Morisot, la sœur de l'artiste, alors qu'elle arrose un arbuste en pot sur une terrasse des toits de Paris, à Passy. Figurée de dos, la jeune femme est vêtue d'une blouse blanche dont elle soutient un pan de son bras. Passée par la collection privée de Paul Mellon, l'œuvre est conservée au musée des Beaux-Arts de Virginie, à Richmond, aux États-Unis.